# Anastasiya Tatareva
Anastasiya Alexéyevna Tatareva –en ruso, Татарева Анастасия Алексеевна– (Ekaterimburgo, 19 de julio de 1997) es una deportista rusa que compite en gimnasia rítmica, en la modalidad de conjuntos.
Participó en dos Juegos Olímpicos de Verano, obteniendo dos medallas en la prueba por conjuntos, oro en Río de Janeiro 2016 (junto con Vera Biriukova, Anastasiya Blizniuk, Anastasiya Maximova y Mariya Tolkachova) y plata en Tokio 2020 (con Anastasiya Blizniuk, Anastasiya Maximova, Anguelina Shkatova y Alisa Tishchenko).
Ganó nueve medallas en el Campeonato Mundial de Gimnasia Rítmica entre los años 2014 y 2018, y siete medallas en el Campeonato Europeo de Gimnasia Rítmica entre los años 2014 y 2021.

## Palmarés internacional
| Juegos Olímpicos   | Juegos Olímpicos        | Juegos Olímpicos  | Juegos Olímpicos            |
| Año                | Lugar                   | Medalla           | Prueba                      |
| ------------------ | ----------------------- | ----------------- | --------------------------- |
| 2016               | Río de Janeiro (Brasil) | Medalla de oro    | Conjuntos                   |
| 2020               | Tokio (Japón)           | Medalla de plata  | Conjuntos                   |
| Campeonato Mundial |                         |                   |                             |
| Año                | Lugar                   | Medalla           | Prueba                      |
| 2014               | Esmirna (Turquía)       | Medalla de oro    | 3 con pelota + 2 con cinta  |
| 2015               | Stuttgart (Alemania)    | Medalla de oro    | Concurso completo           |
| 2015               | Stuttgart (Alemania)    | Medalla de oro    | 3 con mazas + 2 con aro     |
| 2015               | Stuttgart (Alemania)    | Medalla de plata  | 5 con cinta                 |
| 2017               | Pésaro (Italia)         | Medalla de oro    | Concurso completo           |
| 2017               | Pésaro (Italia)         | Medalla de oro    | 3 con pelota + 2 con cuerda |
| 2017               | Pésaro (Italia)         | Medalla de plata  | 5 con aro                   |
| 2018               | Sofía (Bulgaria)        | Medalla de oro    | Concurso completo           |
| 2018               | Sofía (Bulgaria)        | Medalla de plata  | 3 con pelota + 2 con cuerda |
| Campeonato Europeo |                         |                   |                             |
| Año                | Lugar                   | Medalla           | Prueba                      |
| 2014               | Bakú (Azerbaiyán)       | Medalla de oro    | Concurso completo           |
| 2014               | Bakú (Azerbaiyán)       | Medalla de plata  | 5 con mazas                 |
| 2016               | Jolón (Israel)          | Medalla de oro    | Concurso completo           |
| 2018               | Guadalajara (España)    | Medalla de oro    | Concurso completo           |
| 2018               | Guadalajara (España)    | Medalla de bronce | 5 con aro                   |
| 2021               | Varna (Bulgaria)        | Medalla de oro    | Concurso completo           |
| 2021               | Varna (Bulgaria)        | Medalla de plata  | 5 con pelota                |